# Bestiário (livro)
Bestiario é o primeiro livro de contos do escritor argentino Julio Cortázar, publicado pela primeira vez no ano 1951, pela editorial Sudamericana. Desde sua publicação, o autor apresenta-se como um dos mais destacados contistas em idioma espanhol, e da Argentina, do século XX,  que renovou o gênero fantástico. Todos os contos deste livro pertencem a esse gênero, e, em palavras do próprio Cortázar, foram escritos como autoterapias de tipo psicoanalítico. A esse respeito, o autor disse: "Eu escrevi esses contos tendo sintomas neuróticos que me incomodavam". Entre os contos, destaca "Casa tomada", que é visto como uma alegoria a respeito do contexto político e social da Argentina, durante o aparecimento do peronismo na década de 1940.
Bestiário é uma obra de importância significativa por dois motivos distintos. Primeiro, ela marca a estreia de Julio Cortázar no mundo das coletâneas de contos, um gênero textual no qual o escritor argentino se estabeleceria como uma das figuras proeminentes da literatura. Apesar de já ter publicado narrativas curtas em diversas revistas literárias de Buenos Aires, Cortázar ainda não havia lançado um livro nesse formato. O segundo motivo relevante é que esta obra marca a incursão do escritor no realismo fantástico. Anteriormente, as obras de Julio Cortázar eram notoriamente convencionais e desprovidas de elementos mágicos, porém, com Bestiário, Cortázar mergulha em um universo narrativo onde o extraordinário se mistura com o cotidiano, inaugurando uma nova fase em sua carreira literária e ampliando os limites da imaginação dentro do contexto da literatura latino-americana.

## Conteúdo
Bestiario é formado por oito contos: Casa tomada, Carta a uma senhorita em Paris, Distante, Ônibus, Cefaleia, Circe, As portas do céu e Bestiário.

### Casa tomada
Narra a história de dois irmãos (Irene e o próprio narrador), que sempre moraram em uma antiga casa pertencente a sua família, a cuja manutenção e cuidado têm dedicado sua vida. Nenhum dos dois se casou, sob o pretexto de cuidar da casa, e ficam muito incomodados com a ideia de que um dia, quando eles morrerem, primos longínquos irão destruí-la para fazer uma nova construção, ou vendê-la para enriquecer. Após uma detalhada descrição da casa e dos meticulosos costumes que ambos mantêm, o narrador relata que eles devem abandonar progressivamente diferentes partes da casa, por causa de uns ruídos imprecisos. Pouco a pouco a casa é 'tomada' por esses intrusos invisíveis e fantasmagóricos. Ao final, a casa inteira fica em poder dos desconhecidos e os irmãos decidem ir embora; ao sair jogam a chave no canal do esgoto, com a esperança de que ninguém jamais entre na casa 'tomada'. O texto integral de Casa tomada está em livre acesso na Biblioteca Digital Ciudad Seva.

### Carta a uma senhorita em Paris
O narrador escreve uma carta a uma senhorita chamada Andrée, que se encontra visitando Paris, enquanto ele cuida de seu apartamento da rua Suipacha em Buenos Aires. O apartamento está perfeitamente arrumado, e o narrador sente vergonha de mover inclusive as peças mais pequenas. O motivo da carta é um problema mais bem 'físico' que o protagonista vive: ele vomita pequenos coelhos. Este inconveniente é descrito detalhadamente e ele o considera tão natural que, inclusive, mantém um espaço com alimentos para os coelhinhos na sacada do seu apartamento. No entanto, ao mudar-se para o apartamento de Andreé, ele começa a vomitar coelhinhos a cada um ou dois dias. Logo não sabe mais o que fazer com eles, nem como os esconder da empregada doméstica de Andrée (chamada Sara), a qual pensa que as pessoas desconfiam de sua honradez. Para escondê-los, ele os encerra no clóset do dormitório durante o dia, e os deixa sair à noite, ficando acordado com eles. No começo são lindos e tranquilos, pelo que lhe é impossível matá-los, mas com o tempo eles ficam feios e começam a ter comportamentos estranhos. Enquanto só eram dez, ele diz: "eu tinha perfeitamente resolvido o assunto dos coelhinhos", não obstante, quando aparece o décimo primeiro, o narrador já não pode conter a situação. Após fazer todo o possível para limpar e consertar o que os animais têm sujado e estragado, ele os joga na rua e termina a carta concluindo: "Não acho que  seja difícil juntar onze coelhinhos salpicados sobre os paralelepípedos, talvez eles nem percebam, atarefados em retirar o outro corpo que convém levar logo, antes que passem os primeiros alunos indo à escola".

### Distante
A protagonista do conto, Alina Reis, vive em Buenos Aires e regista em seu diário não só seu cotidiano, como as suas mais disparatadas ocorrências e fantasias, o que lhe permite brincar com seu nome e o converter em um anagrama que diz: "Alina Reis, é a rainha e…", deixando-o inconcluso. O diário registra, sobretudo, as estranhas e recorrentes premonições de Alina, a partir da figura de uma desconhecida, muito diferente dela, uma pessoa 'distante', que vive em Budapeste, e é uma indigente que sofre de frio e é maltratada; Alina sente uma "súbita e necessária ternura" por ela. Alina, tempo depois, casa-se e pede a seu esposo, Luis Maria, que a leve, em lua de mel, a Budapeste. Ele concorda e na segunda tarde da viagem, Alina vai caminhar sozinha pela cidade. Sua  intuição a guia até a ponte sobre o Rio Danúbio, onde já a esperava a mulher vestida de farrapos, de cabelo negro e liso, a 'distante', com quem sempre tem fantasiado. Uma e outra se olham e caminham até a metade da ponte onde, sem o saber, planejaram um encontro. Ao encontrar-se frente a frente, e sem saber por que, se estreitam em um abraço fraternal, durante o qual Alina e a 'distante' mudam suas identidades para que a primeira fique em Budapeste, enquanto a segunda, 'lindíssima em seu vestido cinza', volta ao hotel, onde a espera Luis Maria, seu esposo.

### Ônibus
Clara é uma jovem que viaja em um ônibus que passa pelo Cemitério da Chacarita, ainda que ela irá descer na Estação Retiro. Começa a ser observada grosseiramente pelo condutor, pelo cobrador e pelo resto dos passageiros por não levar flores. No momento no que Clara começa a se sentir oprimida, um jovem, também sem flores, sobe no mesmo ônibus e começa a receber o mesmo tratamento. As duas personagens criam um laço de empatia e colaboração, o qual os ajuda a resistir à rejeição e opressão que se torna cada vez mais agressiva e intensa. Ao chegar à Estação Retiro os dois jovens criam um plano para descer do ônibus e conseguem descer juntos, agarrados pelas mãos. Ao sair do ônibus, no entanto, o laço entre eles parece se romper ao comprarem flores, já que isso os tornou iguais a todos os demais. Finalmente, soltam-se e seguem seu caminho contentes.

### Cefaleia
Um grupo de pessoas trabalha numa granja, longe do povo, no cuidado das mancuspias, uns estranhos animais (inexistentes na vida real) que transmitem doenças cerebrais e são mantidos em jaulas. Esgotados, começam a sentir os sintomas das diferentes doenças que são transmitidas pelas mancuspias. Ficam enjoados, sofrem cefaleias. O jovem Chango, enquanto isso, não contente com beber o vinho branco que utilizam para alimentar as mancuspias, ainda rouba um dos cavalos da instituição e foge com Leonor. Na granja, estão ficando sem comida e já não têm meios de transporte, e por isso não podem cuidar das mancuspias, que começam a morrer. Na manhã seguinte a polícia traz o jovem Chango, junto com o cavalo, mas já é tarde: a situação é insolúvel, as mancuspias morrem lentamente e eles não podem fazer nada.

### Circe
Delia Mañara é 'viúva' de dois noivos, Rolo e Héctor: o primeiro morreu ao bater a cabeça contra o batente de uma porta e o segundo suicidou-se. Mario —protagonista e narrador (ainda que, em alguns momentos, o lugar do narrador é ocupado por uma personagem por trás de uma cortina, mas em primeira pessoa)— apaixona-se de Delia, a qual tem uma relação estranha com os insetos e a preparação de produtos como bombons e licor de laranja.

### As portas do céu
Celina, doente de tuberculose, morre. O advogado Marcelo (a personagem principal) é acordado por José Maria que, alterado, anuncia-lhe a morte de Celina. Juntos vão ver o viúvo, Mauro, quem está triste e decaído pela morte de Celina, e tentam animá-lo. Marcelo decide levá-lo ao Santa Fé Palace para que Mauro se distraia, se anime, beba e conheça novas mulheres. A princípio conhece uma senhorita morena chamada Emma, com quem dança e bebe, conseguindo se distrair. Marcelo percebe que o local lhe traz muitas lembranças de Celina e vê seu amigo se perder na fumaça do ambiente, procurando a mulher que se parece muito com a sua esposa morta e procurando desesperadamente as portas do céu.

### Bestiário
Uma adolescente de nome Isabel vai passar o verão em casa de seus parentes, os Funes, em uma casa grande com peões, um córrego, vegetação e um tigre custodiado pelo capataz Dom Roberto. Isabel diverte-se na casa brincando com sua primo, mas vive 'encarcerada' pelas restrições do horário do tigre, o qual impõe um toque de recolher momentâneo por onde transita. Nem ela nem seus primos têm liberdade de movimento, de modo que planejam antecipadamente suas brincadeiras: o jogo a que eles dão mais atenção é cuidar de um formigueiro durante o tempo que estão encarcerados. Ao final do conto, o felino burla a vigilância e mata o tio Nene, dono da propriedade.